# Isla Goian
Isla Goian (en rumano: Insula Goian) es una isla lacustre, la más grande de Moldavia, posee aproximadamente 5 km². Se encuentra ubicada en el distrito oriental de la república, en Dubossary. Goian está rodeada por las aguas de los lagos Dubasari y Iagorlic.

## Geografía
Desde tiempos remotos, el agua que rodea la isla se estableció como una protección natural contra posibles invasores. La isla está situada geográficamente en una meseta que se caracteriza por abruptas pendientes. La isla está cubierta por una vegetación de estepas recuperadas. El clima es algo más seco que en otros lugares de la región.